# 規格家

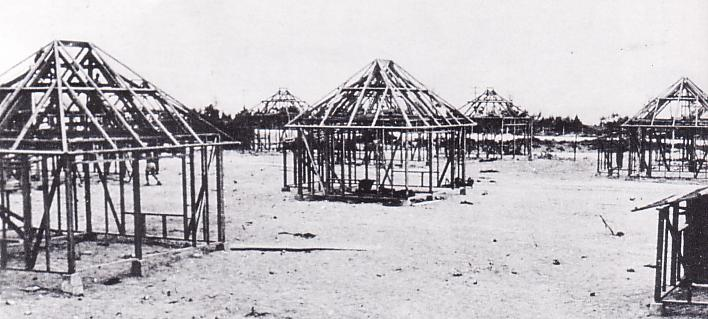
建築中の規格家

規格家（きかくやー）とは、アメリカ施政権下の沖縄において、戦災復興のために建てられた仮設住宅。
沖縄戦後、住民達は米軍提供のテントに収容されていたが、昼は暑くて夜は肌寒い生活を余儀なくされていた。この問題を解決するために沖縄諮詢会工務部の仲座久雄技師は、一種の仮設住宅を考案した。
この住宅は2×4構法による建築物で、床面積が一定だったため「規格に沿った家」という意味で規格家と名づけられた。最終的に約75000棟が建築された。
壁はテント張り（後に板張りになる）で、屋根は茅葺という簡素な作りであったため、台風が来襲すると一たまりもなかった。しかし大量生産が可能だったので、戦後の住宅不足の解消に一役買った。